# تازه‌کند (جلیل‌آباد)
تازه‌کند (به ترکی آذربایجانی: Təzəkənd) یک منطقه مسکونی در جمهوری آذربایجان است که در شهرستان جلیل‌آباد واقع شده است. 